# Изоглосса кентум — сатем

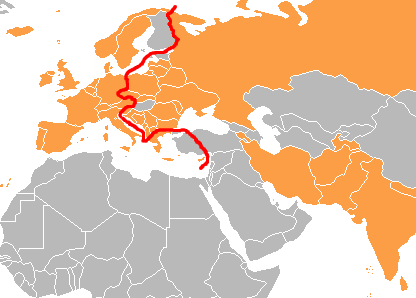
Граница между индоевропейскими языками кентум и сатем в настоящее время

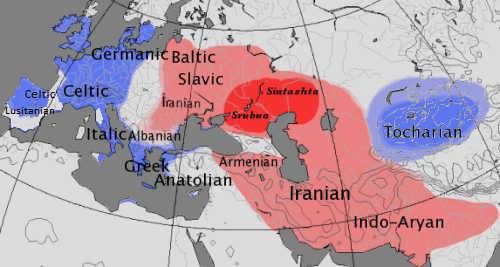
Приблизительные ареалы индоевропейских языков кентум (синий цвет) и сатем (красный). Предполагаемая исходная область сатемизации показана ярко-красным цветом

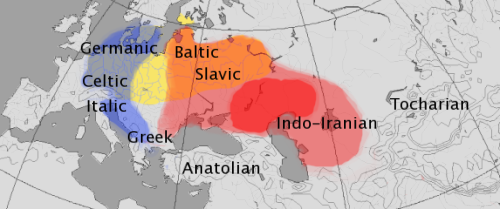
Гипотетическая ситуация около 2000 года до н. э. Область распространения культуры шнуровой керамики выделена жёлтым цветом

Делением ке́нтум — са́тем (первой палатализацией) называется изоглосса в семье индоевропейских языков, относящаяся к эволюции трёх рядов дорсальных согласных, реконструированных для праиндоевропейского языка (ПИЕ), *kʷ (лабиовелярный), *k (велярный), и *ḱ; (палатовелярный).

## Терминология
Термины происходят от слов, означающих числительное «сто» в репрезентативных языках каждой группы (латинский centum и авестийский satəm).

## Классификация

Индоевропейские языки: слева кентумные, справа сатемные

Языки группы «сатем» включают в себя индоиранские (собственно индоиранские и нуристанские), балтославянские (балтийские и славянские), албанский, армянский и, возможно, какое-то число недокументированных мёртвых языков, таких как фракийский и дакский. В этой группе велярные и лабиовелярные звуки праиндоевропейского языка развились в велярные, а палатовелярные стали шипящими и свистящими. Хотя албанский язык признан языком сатем, можно предположить, что простые велярные и лабиовелярные звуки не были полностью объединены в праалбанском языке.
Группа «кентум» часто считается совпадающей с «не-сатем», то есть включающей все остальные диалекты. Конкретнее, согласно определению К. Бругманна «языков с лабиализацией», группа кентум включает в себя италийские, кельтские, германские, греческий и, возможно, небольшие и неизвестные группы мёртвых языков (таких как венетский язык и древний македонский язык и, предположительно, иллирийские языки). В этой группе велярные и палатовелярные звуки праиндоевропейского языка были объединены в велярные. В тохарских языках все ряды звуков были тоже соединены в один велярный ряд: относительная хронология этого изменения неизвестна, что характерно для языков группы кентум.
Анатолийские языки очевидно не подверглись изменениям, характерным для сатем или кентум. Велярные ряды остались неизменными в лувийском языке, в то время как хеттский, возможно, подвергся вторичной кентумизации, однако точные данные отсутствуют.

## Праиндоевропейские дорсальные звуки
Изоглосса кентум — сатем объясняет эволюцию трёх рядов дорсальных согласных, реконструированных для ПИЕ, *kʷ, *gʷ, *gʷʰ (лабиовелярные), *k, *g, *gʰ (велярные), и *ḱ, *ǵ, *ǵʰ; (палатовелярные) в дочерних языках. Деление на группы кентум и сатем только даёт общее представление о родительском языке, имевшем полный набор дорсальных звуков. Более поздние изменения в отдельных группах индоевропейских языков: схожие с описанными выше палатализация латинского k в s в некоторых романских языках или слияние *kʷ с *k в кельтских — не имели эффекта обособления.
Август Шлейхер в изданном в 1871 году «Компендиуме» полагал, что имелся единственный велярный ряд, k, g, gh.
Карл Бругманн в 1886 году в труде «Grundriss» (можно перевести как «Краткий курс», «Очерк» или «Основы») признавал только два ряда, обозначая их q, g, gh «велярные взрывные» против k̑, g̑ и g̑h «палатализованные взрывные». Термины Бругманна: «языки с лабиализацией» или «u̯-языки» для языков кентум и «языки без лабиализации» для сатем. По его мнению,

Для слов и групп слов, которые не появляются ни в одном языке с лабиализованным велярным звуком [чистые велярные], на данный момент нельзя определить наличие когда-либо в прошлом u̯-схлопывание.
В издании этого труда 1897 года Бругманн изменил своё мнение, приняв терминологию кентум/сатем, введённую Брадке в 1890 году. Соответственно, он обозначил лабиовелярные как qu̯, qu̯h, gu̯, gu̯h (введя также безгласные аспираты).
В настоящее время наличие трёх дорсальных рядов в праязыке не принято всеми учёными. Реконструированный «средний» ряд может быть артефактом заимствования между ранними дочерними языками в процессе сатемизации. Например, Освальд Семереньи (в своём «Введении»), признавая использование разделения *kʷ, *k, *ḱ как символизации звуковых соответствий, утверждал, что поддержка трёх фонологически разделённых рядов в ПИЕ неудовлетворительна и предпочёл двойную нотацию *kʷ, *k. Среди других учёных, полагающих, что ПИЕ имел два дорсальных ряда, — Курилович (1935), Мейе (1937), Уинфред Леман (1952) и Вудхаус (1998).

## Сатем
Языки группы «сатем» проявляют характерное изменение созвучных праиндоевропейских палатовелярных звуков (*ḱ, *ǵ, *ǵʰ) в аффрикаты и фрикативные согласные, произносимые в передней части рта. Например, *ḱ стал в санскрите ś [ʃ], в авестийском, русском и армянском языках — s, в литовском š [ʃ] и в албанском th [θ]. В то же время характерные для праязыка велярные (*k, *g, *gʰ) и лабиовелярные (*kʷ, *gʷ, *gʷʰ) в этих языках слились и позднее потеряли сопровождавшее их округление губ.
«Сдвиг» сатем легко проиллюстрировать числительным «100», звучавшим в праиндоевропейском языке как *ḱm̥tóm, которое стало, например, satəm в авестийском (что и дало название всей группе), (śatam) в санскрите, sad в персидском, šimtas в литовском, сто в русском и так далее, в противоположность латинскому centum (произносится [кентум]), английскому hund(red)- (с /h/ из раннего *k, см. Первое германское передвижение согласных), др.-греческому ἑ-κατόν, валлийскому cant и так далее. Албанское слово qind — это заимствование из латинского centum.

## Кентум
В языках группы «кентум» палатовелярные согласные слились с обычными велярными (*k, *g, *gʰ). Большинство языков кентум сохранили праиндоевропейские лабиовелярные (*kʷ, *gʷ, *gʷʰ) или их исторические производные отличными от простых велярных; к примеру, праиндоевропейские *k : *kʷ → латинский c /k/ : qu /kʷ/, греческий κ /k/ : π /p/ (или τ /t/ перед передним гласным), готский /h/ : /hʷ/ и так далее.
Название «кентум» происходит из латинского слова centum «сто» (от праиндоевропейского *ḱm̥tóm), иллюстрируя объединение *k и *ḱ. Можно сравнить с санскритским śata- или русским сто, в которых *ḱ изменилось во фрикативный звук.
Подтверждение существования лабиовелярных звуков /kʷ/, в отличие от простых двойных /kW/, найдено в греческом (q- серии линейного письма B), италийских (латинское qu), германских (готские hwair ƕ и qairþra q) и кельтских (огамическое письмо ceirt Q). Таким образом, по принятой реконструкции ПИЕ, лабиовелярность этого ряда может быть также новой для группы кентум, причинно связанной с переносом палатовелярных звуков вперед. Главный довод в пользу такого подхода предоставляют анатолийские языки, хотя их фонетика и неизвестна в деталях. Хетты (и лувийцы) использовали не символы серии q- существовавшей клинописи (которые передавали безгласный увулярный звук в аккадском языке), а передавали соответствующие лабиовелярные звуки ПИЕ как ku. Мнения о том, передавало это один звук анатолийских языков или группу /k+w/, делятся. Сходство трёх дорсальных рядов оспаривается также по типологическим причинам, но этот аргумент не имеет большого значения, так как существуют языки с подобной трёхрядовой системой, например язгулямский язык (один из иранских языков, но его система дорсальных не соотносима с фонологией ПИЕ). Верно, что такие языки редки, и один из трёх рядов обычно не употребим. Можно считать, ни один из существующих индоевропейских языков не сохранил полностью трёхрядовую систему, даже если она была в праязыке.
В последнее время появлялись сообщения о том, что язык бангани в Индии имеет признаки языка типа кентум, но они были признаны ложными.

## Причина изменения фонетики

Дерево распада индоевропейской семьи по Старостину (и Ринге — Варнов — Тэйлор)

В XIX столетии считалось, что изоглосса кентум — сатем разделяла в прошлом различные диалекты индоевропейского языка. Однако Карл Бругман и частично Йоханнес Шмидт считали, что деление кентум / сатем было территориальной особенностью. Современные глоттохронологические исследования проведённые Старостиным, и независимо, Ринге — Варнов — Тэйлор, показывают, что сатемные языки объединены генетической общностью.
Неполная сатемизация в балтийских и, в меньшей степени, славянских языках, была принята как доказательство проникновения сатемического изменения или как следствие заимствований при ранних контактах протобалтов и протогерманцев. Примеры следов лабиальных элементов лабиовелярных звуков в балто-славянских языках включают литовский ungurys «угорь» < *angʷi-, литовский dygus «острый» < *dʰeigʷ-.
Известны также примеры неполной сатемизации в индоиранских языках, такие как санскритское гуру «тяжёлый» ← *gʷer-; кулам «стадо» ← *kʷel-; также куру «делать» ← *kʷer-, но это слово появляется только в текстах после написания Ригведы.
Сатемная группа языков также целиком совпадает с группой языков, в которых выполняется закон RUKI, но точные условия протекания этого закона отличаются по группам, а также накладываются на более древние изоглоссы: так, в индоиранских языках в нём участвуют *i < *ə и *r < *l, что связано с тем, что в ведийском санскрите это был ещё живой закон, участвовавший как во внутреннем сандхи, так и во внешнем.

### Примеры
| Передвижение | Праформа и соответствия в других языках                  |
| ------------ | -------------------------------------------------------- |
| *ḱ → s       | пра-и.е. *ḱm̥tóm > гот. hund, рус. сто                    |
|              | пра-и.е. *ḱérd > гот. hairto, рус. сердце                |
|              | пра-и.е. *ḱóymos > гот. haims, рус. семья                |
|              | пра-и.е. *ḱr̥h₂-nó-m > гот. haurn, рус. серна             |
|              | пра-и.е. *ḱésmey > гот. himma, рус. сему                 |
|              | пра-и.е. *ḱolh₂mos > англ. haulm, рус. солома            |
|              | пра-и.е. *pḱórmos > англ. harm, рус. срам                |
|              | пра-и.е. *ḱwṓ > гот. hunds, рус. сука                    |
|              | пра-и.е. *(s)ḱeh₃- > англ. hoar, рус. серый              |
|              | пра-и.е. *ḱweydós / *ḱweytós > англ. white, рус. свет    |
|              | пра-и.е. *ḱweys- > англ. whistle, рус. свистеть          |
|              | пра-и.е. *déḱm̥t > гот. taihun, рус. десять               |
|              | пра-и.е. *ḱlews- > др.-англ. hleor, рус. слух            |
|              | пра-и.е. *oḱtṓw > гот. ahtau, рус. восемь                |
|              | пра-и.е. *pórḱos > др.-англ. fearh, рус. поросёнок       |
|              | пра-и.е. *preḱ- > гот. fraihnan, рус. просить            |
|              | пра-и.е. *ḱrapo- > др.-англ. hrof, рус. строп            |
|              | гот. filu-faihs, рус. писать                             |
|              | гот. saihs, рус. шесть                                   |
| *ǵ → z       | пра-и.е. *ǵr̥h₂nóm > гот. kaurn, рус. зерно               |
|              | пра-и.е. *h₂melǵ- > гот. miluks, рус. молозиво           |
|              | пра-и.е. *ǵónu > гот. kniu, рус. звено                   |
|              | пра-и.е. *ǵneh₃- > гот. kann, рус. знать                 |
|              | пра-и.е. *ǵómbʰos > англ. comb, рус. зуб                 |
| *ǵʰ → z      | пра-и.е. *ǵʰl̥tóm > гот. gulþ, рус. золото                |
|              | пра-и.е. *leyǵʰ- > гот. bilaigon, рус. лизать            |
|              | пра-и.е. *dn̥ǵʰwéh₂s > гот. tuggo, рус. язык              |
|              | пра-и.е. *dʰeyǵʰ- / *ǵʰéydʰ- > гот. digan, рус. созидать |
| *kʷ → k (č)  | гот. ƕaþar, рус. который                                 |
|              | гот. ƕas, рус. кой                                       |
|              | гот. аf-ƕарnаn, рус. копоть                              |
|              | гот. аƕa , рус. Ока                                      |
|              | гот. ƕis, др.-рус. чего                                  |
|              | гот. ƕairnei, рус. чара                                  |
|              | лат. quattuor, рус. четыре                               |
| *gʷ → g (ž)  | гот. asiluqairnus, рус. жернов                           |
|              | гот. qens, рус. жена                                     |
|              | гот. qius, рус. живой                                    |